# إبراهيم ياتارا

## روابط خارجية
- إبراهيم ياتارا على موقع اتحاد تركيا (لاعب) (الإنجليزية)
- إبراهيم ياتارا على موقع قاعدة بيانات كرة القدم.إي يو (الإنجليزية)
- إبراهيم ياتارا على موقع ناشيونال فوتبول تيمز (الإنجليزية)
- إبراهيم ياتارا على موقع Soccerway.com (الإنجليزية)
- إبراهيم ياتارا على موقع عالم كرة القدم.نت (الإنجليزية)
- إبراهيم ياتارا على موقع كووورة